# 1760 en arts plastiques
| Années des arts plastiques : 1757 - 1758 - 1759 - 1760 - 1761 - 1762 - 1763    |
| Décennies des arts plastiques : 1730 - 1740 - 1750 - 1760 - 1770 - 1780 - 1790 |

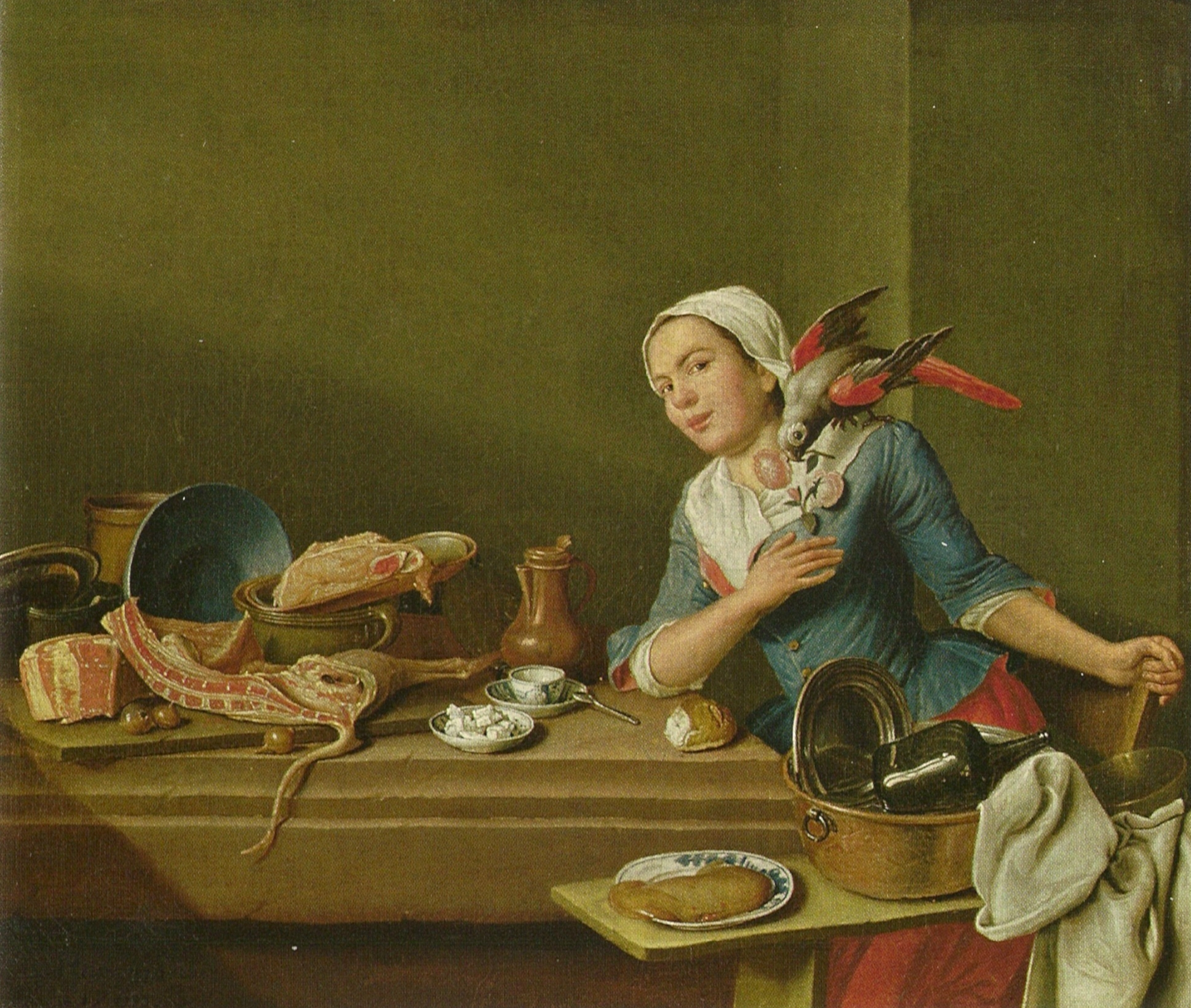
Le sentiment, de Peter Jakob Horemans.

Cette page concerne l'année 1760 en arts plastiques.

## Naissances
- 6 janvier : Louis-Désiré-Joseph Donvé, peintre français († 3 décembre 1802),
- 10 janvier : Guillaume Guillon Lethière, peintre français († 22 avril 1832),
- 11 juin : Maria Cosway, peintre et graveuse italo-britannique († 5 janvier 1838),
- 22 octobre :  Costanzo Angelini, peintre, graveur et écrivain italien († 22 juin 1853),
- Octobre ou novembre : Katsushika Hokusai, graveur et peintre  japonais († 10 mai 1849),
- 8 novembre : Asensio Julià, peintre et graveur espagnol († 22 février 1832),
- 26 décembre : José Juan Camarón y Meliá, peintre et graveur espagnol († 11 janvier 1819),
- ? :
  - Lemuel Francis Abbott, peintre britannique († 5 décembre 1802),
  - Pavel Brioullo, sculpteur et peintre russe († 1er janvier 1833),
  - Luigi Frisoni, peintre italien († 10 janvier 1811).

## Décès
- 10 janvier : Felix Anton Scheffler, peintre et fresquiste allemand de l'époque baroque et  rococo (° 29 août 1701),
- 22 janvier : Gianantonio Guardi, peintre italien (° 27 mai 1699),
- 12 avril : Louis de Silvestre, peintre d’histoire et portraitiste français (° 23 juin 1675),
- 14 avril :  Domenico Pecchio, peintre italien (° 20 mai 1687),
- 31 juillet : Adrien Manglard, peintre et graveur français (° 12 mars 1695),
- 28 novembre : Pietro Paolo Vasta,  peintre italien  (° 31 juillet 1697),
- ? :
  - Carlo Borsetti, peintre italien  (° 20 octobre 1698),
  - Choe Buk, peintre coréen (° 1712),
  - Francesco Conti, peintre italien de l'école florentine (° 1681),
  - Donato Paolo Conversi, peintre italien (° 1690),
  - Zhang Geng, peintre chinois (° 1685).